# Lista de vitórias de Lewis Hamilton em corridas da Fórmula 1

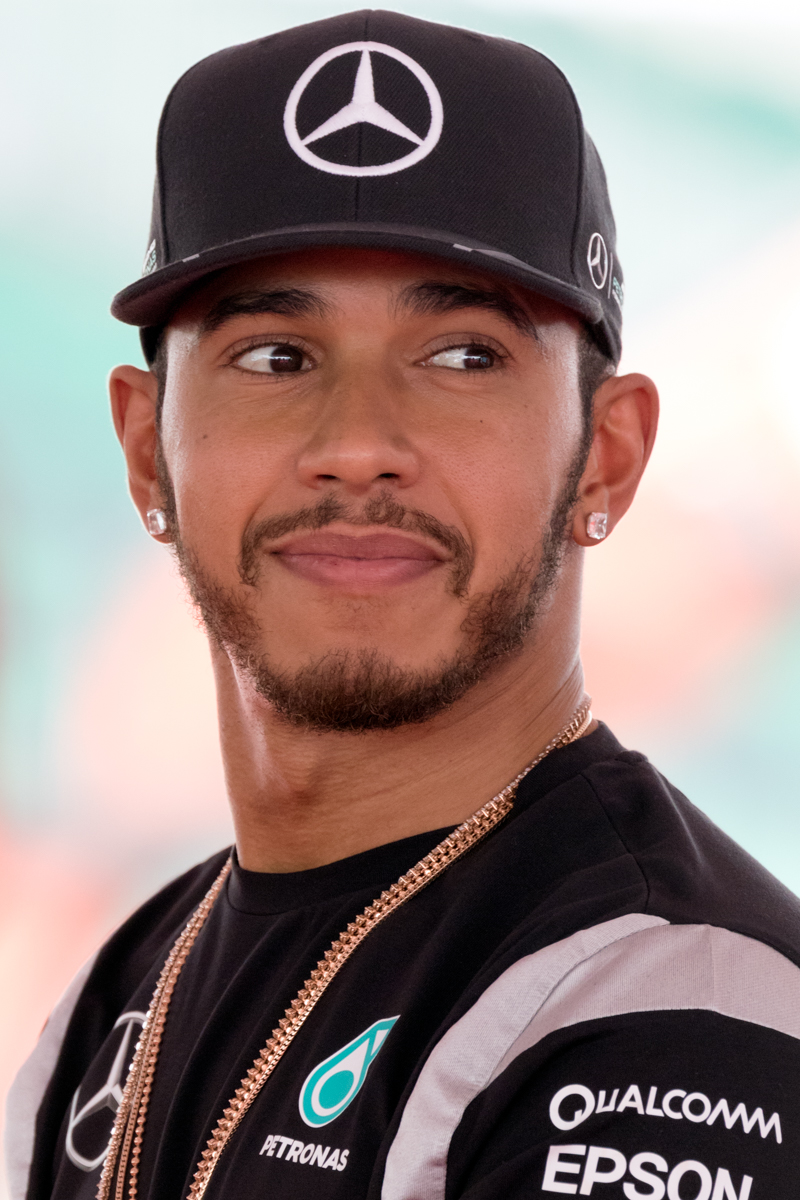
Hamilton no Grande Prêmio da Malásia de 2016

Esta é uma lista de vitórias de Lewis Hamilton em corridas da Fórmula 1. Lewis Hamilton é um piloto britânico que ganhou sete campeonatos mundiais de Fórmula 1. Ele fez sua estreia na Fórmula 1 com a equipe McLaren, em 2007, alcançando sua primeira pole position e vitória na carreira no Grande Prêmio do Canadá daquele mesmo ano, em apenas sua sexta corrida em um Grande Prêmio. Hamilton conquistou mais três vitórias naquela temporada, tornando-se o segundo novato depois de Jacques Villeneuve a ser vice-campeão do Campeonato Mundial de Pilotos, igualando também o recorde de Villeneuve de mais vitórias em sua temporada de estreia. No ano seguinte, ele venceu cinco Grandes Prêmios, tornando-se na altura, aos 23 anos e 300 dias, o piloto mais jovem a vencer o Campeonato Mundial de Pilotos após uma ultrapassagem na última volta sobre Timo Glock na última corrida da temporada, no chuvoso Grande Prêmio do Brasil. Nas quatro temporadas seguintes, Hamilton não conseguiu igualar suas performances vencedoras do campeonato de 2008, alcançando duas vitórias em 2009, três em 2010 e também em 2011, e quatro em sua última temporada com a McLaren em 2012.
Em 2013, Hamilton substituiu o aposentado Michael Schumacher na equipe Mercedes. Hamilton terminou em quarto lugar no campeonato, com uma vitória solitária no Grande Prêmio da Hungria, em uma temporada dominada pela equipe da Red Bull e seu piloto Sebastian Vettel. Em 2014 e 2015, ele conquistou seu segundo e terceiro campeonatos de pilotos, com 11 e 10 vitórias em Grandes Prêmios, respectivamente, e desenvolveu uma rivalidade com seu companheiro de equipe na Mercedes e ex-amigo Nico Rosberg, com notáveis incidentes e quedas entre os dois. Hamilton venceu mais 10 corridas em 2016, mas perdeu o campeonato para Rosberg, quebrando o recorde de mais vitórias em uma única temporada sem vencer o Campeonato Mundial. Após isso, Hamilton conquistou quatro campeonatos consecutivos, conseguindo nove vitórias em 2017 e 11 tanto em 2018 como em 2019 e 2020. Durante a temporada de 2020, Hamilton venceu sua 92.º corrida no Grande Prêmio de Portugal, quebrando o recorde de Schumacher de 91 vitórias em Grandes Prêmios na carreira. Ele venceu mais oito corridas em 2021, mas não se tornou campeão mundial, no entanto, naquela mesma temporada, ele se tornou o primeiro piloto a alcançar 100 vitórias ao vencer o Grande Prêmio da Rússia. A temporada de 2022 foi a primeira em sua carreira em que não venceu uma corrida. Com sua vitória no Grande Prêmio da Bélgica de 2024, Lewis Hamilton detém a distinção do maior tempo entre a sua primeira e última vitória, com uma diferença de 17 anos e 48 dias.
Hamilton conquistou todas as suas 105 vitórias em carros com motor Mercedes. Ele conquistou 21 vitórias correndo pela McLaren e as 84 restantes pela Mercedes. Hamilton teve mais sucesso no Circuito de Silverstone, onde venceu nove vezes, detendo o recorde de mais vitórias em uma mesma pista e em um mesmo Grande Prêmio, nomeadamente no Grande Prêmio da Grã-Bretanha. Ele também detém o recorde do maior número de vitórias em diferentes Grandes Prêmios e em diferentes circuitos, com 31 em cada, e compartilha, com Schumacher, o recorde de mais temporadas consecutivas com pelo menos uma vitória, em um total de 15 anos consecutivos. A maior margem de vitória de Hamilton foi no Grande Prêmio da Grã-Bretanha de 2008, afetado pela chuva, uma corrida na qual ele terminou 68,577 segundos à frente de Nick Heidfeld, da BMW Sauber, enquanto a margem mais estreita foi no Grande Prêmio de Abu Dhabi de 2016, onde venceu Rosberg por apenas 0,439 segundos, ao desacelerar na linha de chegada em uma tentativa malsucedida de permitir que outros pilotos alcançassem e ultrapassassem seu companheiro de equipe em uma última tentativa de ganhar o título mundial daquele ano.

## Vitórias
Legenda:
- N.º – Número da vitória; por exemplo, "1" significa a primeira vitória de Hamilton.
- Corrida – Número da corrida; por exemplo, "1" significa a primeira corrida da carreira de Hamilton.
- Posição de largada – A posição de largada em que Hamilton iniciou a corrida.
- Margem – Margem de vitória, fornecida no formato de minutos:segundos.milissegundos
- Temporada em que Hamilton venceu o campeonato de pilotos.

| N.º | Corrida | Data                   | Temporada      | Grande Prêmio                    | Circuito                           | Posição de largada | Margem   | Equipe   | Motor    | Chassis               | Ref.    |
| --- | ------- | ---------------------- | -------------- | -------------------------------- | ---------------------------------- | ------------------ | -------- | -------- | -------- | --------------------- | ------- |
| 1   | 6       | 10 de junho de 2007    | 2007           | Canadá                           | Circuito Gilles Villeneuve         | 1                  | 0:04.343 | McLaren  | Mercedes | MP4-22                | [ 29 ]  |
| 2   | 7       | 17 de junho de 2007    | Estados Unidos | Indianapolis Motor Speedway      | 1                                  | 0:01.518           | [ 30 ]   | McLaren  | Mercedes | MP4-22                |         |
| 3   | 11      | 5 de agosto de 2007    | Hungria        | Hungaroring                      | 1                                  | 0:00.715           | [ 31 ]   | McLaren  | Mercedes | MP4-22                |         |
| 4   | 15      | 30 de setembro de 2007 | Japão          | Fuji Speedway                    | 1                                  | 0:08.377           | [ 32 ]   | McLaren  | Mercedes | MP4-22                |         |
| 5   | 18      | 16 de março de 2008    | 2008           | Austrália                        | Circuito de Albert Park            | 1                  | 0:05.478 | McLaren  | Mercedes | MP4-23                | [ 33 ]  |
| 6   | 23      | 25 de maio de 2008     | Mônaco         | Circuito de Mônaco               | 3                                  | 0:03.064           | [ 34 ]   | McLaren  | Mercedes |                       |         |
| 7   | 26      | 6 de julho de 2008     | Grã-Bretanha   | Circuito de Silverstone          | 4                                  | 1:08.577           | [ 35 ]   | McLaren  | Mercedes |                       |         |
| 8   | 27      | 20 de julho de 2008    | Alemanha       | Hockenheimring                   | 1                                  | 0:05.586           | [ 36 ]   | McLaren  | Mercedes |                       |         |
| 9   | 34      | 19 de outubro de 2008  | China          | Circuito Internacional de Xangai | 1                                  | 0:14.925           | [ 37 ]   | McLaren  | Mercedes |                       |         |
| 10  | 45      | 26 de julho de 2009    | 2009           | Hungria                          | Hungaroring                        | 4                  | 0:11.529 | McLaren  | Mercedes | MP4-24                | [ 38 ]  |
| 11  | 49      | 27 de setembro de 2009 | Singapura      | Circuito Urbano de Marina Bay    | 1                                  | 0:09.634           | [ 39 ]   | McLaren  | Mercedes |                       |         |
| 12  | 59      | 30 de maio de 2010     | 2010           | Turquia                          | Istanbul Park                      | 2                  | 0:02.645 | McLaren  | Mercedes | MP4-25                | [ 40 ]  |
| 13  | 60      | 13 de junho de 2010    | Canadá         | Circuito Gilles Villeneuve       | 1                                  | 0:02.254           | [ 41 ]   | McLaren  | Mercedes |                       |         |
| 14  | 65      | 29 de agosto de 2010   | Bélgica        | Circuito de Spa-Francorchamps    | 2                                  | 0:01.571           | [ 42 ]   | McLaren  | Mercedes |                       |         |
| 15  | 74      | 17 de abril de 2011    | 2011           | China                            | Circuito Internacional de Xangai   | 3                  | 0:05.198 | McLaren  | Mercedes | MP4-26                | [ 43 ]  |
| 16  | 81      | 24 de julho de 2011    | Alemanha       | Nürburgring                      | 2                                  | 0:03.980           | [ 44 ]   | McLaren  | Mercedes |                       |         |
| 17  | 89      | 13 de novembro de 2011 | Abu Dhabi      | Circuito de Yas Marina           | 2                                  | 0:08.457           | [ 45 ]   | McLaren  | Mercedes |                       |         |
| 18  | 97      | 10 de junho de 2012    | 2012           | Canadá                           | Circuito Gilles Villeneuve         | 2                  | 0:02.513 | McLaren  | Mercedes | MP4-27                | [ 46 ]  |
| 19  | 101     | 29 de julho de 2012    | Hungria        | Hungaroring                      | 1                                  | 0:01.032           | [ 47 ]   | McLaren  | Mercedes |                       |         |
| 20  | 103     | 9 de setembro de 2012  | Itália         | Autódromo Nacional de Monza      | 1                                  | 0:04.356           | [ 48 ]   | McLaren  | Mercedes |                       |         |
| 21  | 109     | 18 de novembro de 2012 | Estados Unidos | Circuito das Américas            | 2                                  | 0:00.675           | [ 49 ]   | McLaren  | Mercedes |                       |         |
| 22  | 120     | 28 de julho de 2013    | 2013           | Hungria                          | Hungaroring                        | 1                  | 0:10.938 | Mercedes | Mercedes | F1 W04                | [ 50 ]  |
| 23  | 131     | 30 de março de 2014    | 2014           | Malásia                          | Circuito Internacional de Sepang   | 1                  | 0:17.313 | Mercedes | Mercedes | F1 W05 Hybrid         | [ 51 ]  |
| 24  | 132     | 6 de abril de 2014     | 2014           | Barém                            | Circuito Internacional do Barém    | 2                  | 0:01.085 | Mercedes | Mercedes | [ 52 ]                |         |
| 25  | 133     | 20 de abril de 2014    | 2014           | China                            | Circuito Internacional de Xangai   | 1                  | 0:18.062 | Mercedes | Mercedes | [ 53 ]                |         |
| 26  | 134     | 11 de maio de 2014     | 2014           | Espanha                          | Circuito de Barcelona-Catalunha    | 1                  | 0:00.636 | Mercedes | Mercedes | [ 54 ]                |         |
| 27  | 138     | 6 de julho de 2014     | 2014           | Grã-Bretanha                     | Circuito de Silverstone            | 6                  | 0:30.135 | Mercedes | Mercedes | [ 55 ]                |         |
| 28  | 142     | 7 de setembro de 2014  | 2014           | Itália                           | Autódromo Nacional de Monza        | 1                  | 0:03.175 | Mercedes | Mercedes | [ 56 ]                |         |
| 29  | 143     | 21 de setembro de 2014 | 2014           | Singapura                        | Circuito Urbano de Marina Bay      | 1                  | 0:13.534 | Mercedes | Mercedes | [ 57 ]                |         |
| 30  | 144     | 5 de outubro de 2014   | 2014           | Japão                            | Circuito de Suzuka                 | 2                  | 0:09.180 | Mercedes | Mercedes | [ 58 ]                |         |
| 31  | 145     | 12 de outubro de 2014  | 2014           | Rússia                           | Autódromo de Sóchi                 | 1                  | 0:13.657 | Mercedes | Mercedes | [ 59 ]                |         |
| 32  | 146     | 2 de novembro de 2014  | 2014           | Estados Unidos                   | Circuito das Américas              | 2                  | 0:04.314 | Mercedes | Mercedes | [ 60 ]                |         |
| 33  | 148     | 23 de novembro de 2014 | 2014           | Abu Dhabi                        | Circuito de Yas Marina             | 2                  | 0:02.576 | Mercedes | Mercedes | [ 61 ]                |         |
| 34  | 149     | 15 de março de 2015    | 2015           | Austrália                        | Circuito de Albert Park            | 1                  | 0:01.360 | Mercedes | Mercedes | F1 W06 Hybrid         | [ 62 ]  |
| 35  | 151     | 12 de abril de 2015    | China          | Circuito Internacional de Xangai | 1                                  | 0:00.714           | [ 63 ]   | Mercedes | Mercedes |                       |         |
| 36  | 152     | 19 de abril de 2015    | Barém          | Circuito Internacional do Barém  | 1                                  | 0:03.380           | [ 64 ]   | Mercedes | Mercedes |                       |         |
| 37  | 155     | 7 de junho de 2015     | Canadá         | Circuito Gilles Villeneuve       | 1                                  | 0:02.285           | [ 65 ]   | Mercedes | Mercedes |                       |         |
| 38  | 157     | 5 de julho de 2015     | Grã-Bretanha   | Circuito de Silverstone          | 1                                  | 0:10.956           | [ 66 ]   | Mercedes | Mercedes |                       |         |
| 39  | 159     | 23 de agosto de 2015   | Bélgica        | Circuito de Spa-Francorchamps    | 1                                  | 0:02.058           | [ 67 ]   | Mercedes | Mercedes |                       |         |
| 40  | 160     | 6 de setembro de 2015  | Itália         | Autódromo Nacional de Monza      | 1                                  | 0:25.042           | [ 68 ]   | Mercedes | Mercedes |                       |         |
| 41  | 162     | 27 de setembro de 2015 | Japão          | Circuito de Suzuka               | 2                                  | 0:18.964           | [ 69 ]   | Mercedes | Mercedes |                       |         |
| 42  | 163     | 11 de outubro de 2015  | Rússia         | Autódromo de Sóchi               | 2                                  | 0:05.953           | [ 70 ]   | Mercedes | Mercedes |                       |         |
| 43  | 164     | 25 de outubro de 2015  | Estados Unidos | Circuito das Américas            | 2                                  | 0:02.850           | [ 71 ]   | Mercedes | Mercedes |                       |         |
| 44  | 173     | 29 de maio de 2016     | 2016           | Mônaco                           | Circuito de Mônaco                 | 3                  | 0:07.252 | Mercedes | Mercedes | F1 W07 Hybrid         | [ 72 ]  |
| 45  | 174     | 12 de junho de 2016    | Canadá         | Circuito Gilles Villeneuve       | 1                                  | 0:05.011           | [ 73 ]   | Mercedes | Mercedes |                       |         |
| 46  | 176     | 3 de julho de 2016     | Áustria        | Red Bull Ring                    | 1                                  | 0:05.719           | [ 74 ]   | Mercedes | Mercedes |                       |         |
| 47  | 177     | 10 de julho de 2016    | Grã-Bretanha   | Circuito de Silverstone          | 1                                  | 0:08.250           | [ 75 ]   | Mercedes | Mercedes |                       |         |
| 48  | 178     | 24 de julho de 2016    | Hungria        | Hungaroring                      | 2                                  | 0:01.977           | [ 76 ]   | Mercedes | Mercedes |                       |         |
| 49  | 179     | 31 de julho de 2016    | Alemanha       | Hockenheimring                   | 2                                  | 0:06.996           | [ 77 ]   | Mercedes | Mercedes |                       |         |
| 50  | 185     | 23 de outubro de 2016  | Estados Unidos | Circuito das Américas            | 1                                  | 0:04.520           | [ 78 ]   | Mercedes | Mercedes |                       |         |
| 51  | 186     | 30 de outubro de 2016  | México         | Autódromo Hermanos Rodríguez     | 1                                  | 0:08.354           | [ 79 ]   | Mercedes | Mercedes |                       |         |
| 52  | 187     | 13 de novembro de 2016 | Brasil         | Autódromo de Interlagos          | 1                                  | 0:11.455           | [ 80 ]   | Mercedes | Mercedes |                       |         |
| 53  | 188     | 27 de novembro de 2016 | Abu Dhabi      | Circuito de Yas Marina           | 1                                  | 0:00.439           | [ 81 ]   | Mercedes | Mercedes |                       |         |
| 54  | 190     | 9 de abril de 2017     | 2017           | China                            | Circuito Internacional de Xangai   | 1                  | 0:06.250 | Mercedes | Mercedes | F1 W08 EQ Power+      | [ 82 ]  |
| 55  | 193     | 14 de maio de 2017     | Espanha        | Circuito de Barcelona-Catalunha  | 1                                  | 0:03.490           | [ 83 ]   | Mercedes | Mercedes |                       |         |
| 56  | 195     | 11 de junho de 2017    | Canadá         | Circuito Gilles Villeneuve       | 1                                  | 0:19.783           | [ 84 ]   | Mercedes | Mercedes |                       |         |
| 57  | 198     | 16 de julho de 2017    | Grã-Bretanha   | Circuito de Silverstone          | 1                                  | 0:14.063           | [ 85 ]   | Mercedes | Mercedes |                       |         |
| 58  | 200     | 27 de agosto de 2017   | Bélgica        | Circuito de Spa-Francorchamps    | 1                                  | 0:02.358           | [ 86 ]   | Mercedes | Mercedes |                       |         |
| 59  | 201     | 3 de setembro de 2017  | Itália         | Autódromo Nacional de Monza      | 1                                  | 0:04.471           | [ 87 ]   | Mercedes | Mercedes |                       |         |
| 60  | 202     | 17 de setembro de 2017 | Singapura      | Circuito Urbano de Marina Bay    | 5                                  | 0:04.507           | [ 88 ]   | Mercedes | Mercedes |                       |         |
| 61  | 204     | 8 de outubro de 2017   | Japão          | Circuito de Suzuka               | 1                                  | 0:01.211           | [ 89 ]   | Mercedes | Mercedes |                       |         |
| 62  | 205     | 22 de outubro de 2017  | Estados Unidos | Circuito das Américas            | 1                                  | 0:10.143           | [ 90 ]   | Mercedes | Mercedes |                       |         |
| 63  | 212     | 29 de abril de 2018    | 2018           | Azerbaijão                       | Circuito Urbano de Bacu            | 2                  | 0:02.460 | Mercedes | Mercedes | F1 W09 EQ Power+      | [ 91 ]  |
| 64  | 213     | 13 de maio de 2018     | Espanha        | Circuito de Barcelona-Catalunha  | 1                                  | 0:20.593           | [ 92 ]   | Mercedes | Mercedes |                       |         |
| 65  | 216     | 24 de junho de 2018    | França         | Circuito Paul Ricard             | 1                                  | 0:07.090           | [ 93 ]   | Mercedes | Mercedes |                       |         |
| 66  | 219     | 22 de julho de 2018    | Alemanha       | Hockenheimring                   | 14                                 | 0:04.535           | [ 94 ]   | Mercedes | Mercedes |                       |         |
| 67  | 220     | 29 de julho de 2018    | Hungria        | Hungaroring                      | 1                                  | 0:17.123           | [ 95 ]   | Mercedes | Mercedes |                       |         |
| 68  | 222     | 2 de setembro de 2018  | Itália         | Autódromo Nacional de Monza      | 3                                  | 0:08.705           | [ 96 ]   | Mercedes | Mercedes |                       |         |
| 69  | 223     | 16 de setembro de 2018 | Singapura      | Circuito Urbano de Marina Bay    | 1                                  | 0:08.961           | [ 97 ]   | Mercedes | Mercedes |                       |         |
| 70  | 224     | 30 de setembro de 2018 | Rússia         | Autódromo de Sóchi               | 2                                  | 0:02.545           | [ 98 ]   | Mercedes | Mercedes |                       |         |
| 71  | 225     | 7 de outubro de 2018   | Japão          | Circuito de Suzuka               | 1                                  | 0:12.919           | [ 99 ]   | Mercedes | Mercedes |                       |         |
| 72  | 228     | 11 de novembro de 2018 | Brasil         | Autódromo de Interlagos          | 1                                  | 0:01.469           | [ 100 ]  | Mercedes | Mercedes |                       |         |
| 73  | 229     | 25 de novembro de 2018 | Abu Dhabi      | Circuito de Yas Marina           | 1                                  | 0:02.581           | [ 101 ]  | Mercedes | Mercedes |                       |         |
| 74  | 231     | 31 de março de 2019    | 2019           | Barém                            | Circuito Internacional do Barém    | 3                  | 0:02.980 | Mercedes | Mercedes | F1 W10 EQ Power+      | [ 102 ] |
| 75  | 232     | 14 de abril de 2019    | China          | Circuito Internacional de Xangai | 2                                  | 0:06.552           | [ 103 ]  | Mercedes | Mercedes |                       |         |
| 76  | 234     | 12 de maio de 2019     | Espanha        | Circuito de Barcelona-Catalunha  | 2                                  | 0:04.074           | [ 104 ]  | Mercedes | Mercedes |                       |         |
| 77  | 235     | 26 de maio de 2019     | Mônaco         | Circuito de Mônaco               | 1                                  | 0:02.602           | [ 105 ]  | Mercedes | Mercedes |                       |         |
| 78  | 236     | 9 de junho de 2019     | Canadá         | Circuito Gilles Villeneuve       | 2                                  | 0:03.658           | [ 106 ]  | Mercedes | Mercedes |                       |         |
| 79  | 237     | 23 de junho de 2019    | França         | Circuito Paul Ricard             | 1                                  | 0:18.056           | [ 107 ]  | Mercedes | Mercedes |                       |         |
| 80  | 239     | 14 de julho de 2019    | Grã-Bretanha   | Circuito de Silverstone          | 2                                  | 0:24.928           | [ 108 ]  | Mercedes | Mercedes |                       |         |
| 81  | 241     | 4 de agosto de 2019    | Hungria        | Hungaroring                      | 3                                  | 0:17.796           | [ 109 ]  | Mercedes | Mercedes |                       |         |
| 82  | 245     | 29 de setembro de 2019 | Rússia         | Autódromo de Sóchi               | 2                                  | 0:03.829           | [ 110 ]  | Mercedes | Mercedes |                       |         |
| 83  | 247     | 27 de outubro de 2019  | México         | Autódromo Hermanos Rodríguez     | 3                                  | 0:01.766           | [ 111 ]  | Mercedes | Mercedes |                       |         |
| 84  | 250     | 1 de dezembro de 2019  | Abu Dhabi      | Circuito de Yas Marina           | 1                                  | 0:16.772           | [ 112 ]  | Mercedes | Mercedes |                       |         |
| 85  | 252     | 12 de julho de 2020    | 2020           | Estíria                          | Red Bull Ring                      | 1                  | 0:13.719 | Mercedes | Mercedes | F1 W11 EQ Performance | [ 113 ] |
| 86  | 253     | 19 de julho de 2020    | 2020           | Hungria                          | Hungaroring                        | 1                  | 0:08.702 | Mercedes | Mercedes | F1 W11 EQ Performance | [ 114 ] |
| 87  | 254     | 2 de agosto de 2020    | 2020           | Grã-Bretanha                     | Circuito de Silverstone            | 1                  | 0:05.856 | Mercedes | Mercedes | F1 W11 EQ Performance | [ 115 ] |
| 88  | 256     | 16 de agosto de 2020   | 2020           | Espanha                          | Circuito de Barcelona-Catalunha    | 1                  | 0:24.177 | Mercedes | Mercedes | F1 W11 EQ Performance | [ 116 ] |
| 89  | 257     | 30 de agosto de 2020   | 2020           | Bélgica                          | Circuito de Spa-Francorchamps      | 1                  | 0:08.448 | Mercedes | Mercedes | F1 W11 EQ Performance | [ 117 ] |
| 90  | 259     | 13 de setembro de 2020 | 2020           | Toscana                          | Circuito de Mugello                | 1                  | 0:04.880 | Mercedes | Mercedes | F1 W11 EQ Performance | [ 118 ] |
| 91  | 261     | 11 de outubro de 2020  | 2020           | Eifel                            | Nürburgring                        | 2                  | 0:04.470 | Mercedes | Mercedes | F1 W11 EQ Performance | [ 119 ] |
| 92  | 262     | 25 de outubro de 2020  | 2020           | Portugal                         | Autódromo Internacional do Algarve | 1                  | 0:25.592 | Mercedes | Mercedes | F1 W11 EQ Performance | [ 120 ] |
| 93  | 263     | 1 de novembro de 2020  | 2020           | Emília-Romanha                   | Autódromo Enzo e Dino Ferrari      | 2                  | 0:05.783 | Mercedes | Mercedes | F1 W11 EQ Performance | [ 121 ] |
| 94  | 264     | 15 de novembro de 2020 | 2020           | Turquia                          | Istanbul Park                      | 6                  | 0:31.633 | Mercedes | Mercedes | F1 W11 EQ Performance | [ 122 ] |
| 95  | 265     | 29 de novembro de 2020 | 2020           | Barém                            | Circuito Internacional do Barém    | 1                  | 0:01.254 | Mercedes | Mercedes | F1 W11 EQ Performance | [ 123 ] |
| 96  | 267     | 28 de março de 2021    | 2021           | Barém                            | Circuito Internacional do Barém    | 2                  | 0:00.745 | Mercedes | Mercedes | F1 W12 E Performance  | [ 124 ] |
| 97  | 269     | 2 de maio de 2021      | 2021           | Portugal                         | Autódromo Internacional do Algarve | 2                  | 0:29.148 | Mercedes | Mercedes | F1 W12 E Performance  | [ 125 ] |
| 98  | 270     | 9 de maio de 2021      | 2021           | Espanha                          | Circuito de Barcelona-Catalunha    | 1                  | 0:15.841 | Mercedes | Mercedes | F1 W12 E Performance  | [ 126 ] |
| 99  | 276     | 18 de julho de 2021    | 2021           | Grã-Bretanha                     | Circuito de Silverstone            | 2                  | 0:03.871 | Mercedes | Mercedes | F1 W12 E Performance  | [ 127 ] |
| 100 | 281     | 26 de setembro de 2021 | 2021           | Rússia                           | Autódromo de Sóchi                 | 4                  | 0:53.271 | Mercedes | Mercedes | F1 W12 E Performance  | [ 128 ] |
| 101 | 285     | 14 de novembro de 2021 | 2021           | São Paulo                        | Autódromo de Interlagos            | 10                 | 0:10.496 | Mercedes | Mercedes | F1 W12 E Performance  | [ 129 ] |
| 102 | 286     | 21 de novembro de 2021 | 2021           | Catar                            | Circuito Internacional de Lusail   | 1                  | 0:25.743 | Mercedes | Mercedes | F1 W12 E Performance  | [ 130 ] |
| 103 | 287     | 5 de dezembro de 2021  | 2021           | Arábia Saudita                   | Circuito Corniche de Gidá          | 1                  | 0:21.825 | Mercedes | Mercedes | F1 W12 E Performance  | [ 131 ] |
| 104 | 343     | 7 de julho de 2024     | 2024           | Grã-Bretanha                     | Circuito de Silverstone            | 2                  | 0:01.465 | Mercedes | Mercedes | F1 W15 E Performance  | [ 132 ] |
| 105 | 345     | 28 de julho de 2024    | 2024           | Bélgica                          | Circuito de Spa-Francorchamps      | 3                  | 0:00.647 | Mercedes | Mercedes | F1 W15 E Performance  | [ 133 ] |

## Número de vitórias em diferentes Grandes Prêmios

Hamilton acumulou 104 vitórias em Grandes Prêmios desde que entrou na Fórmula 1 em 2007

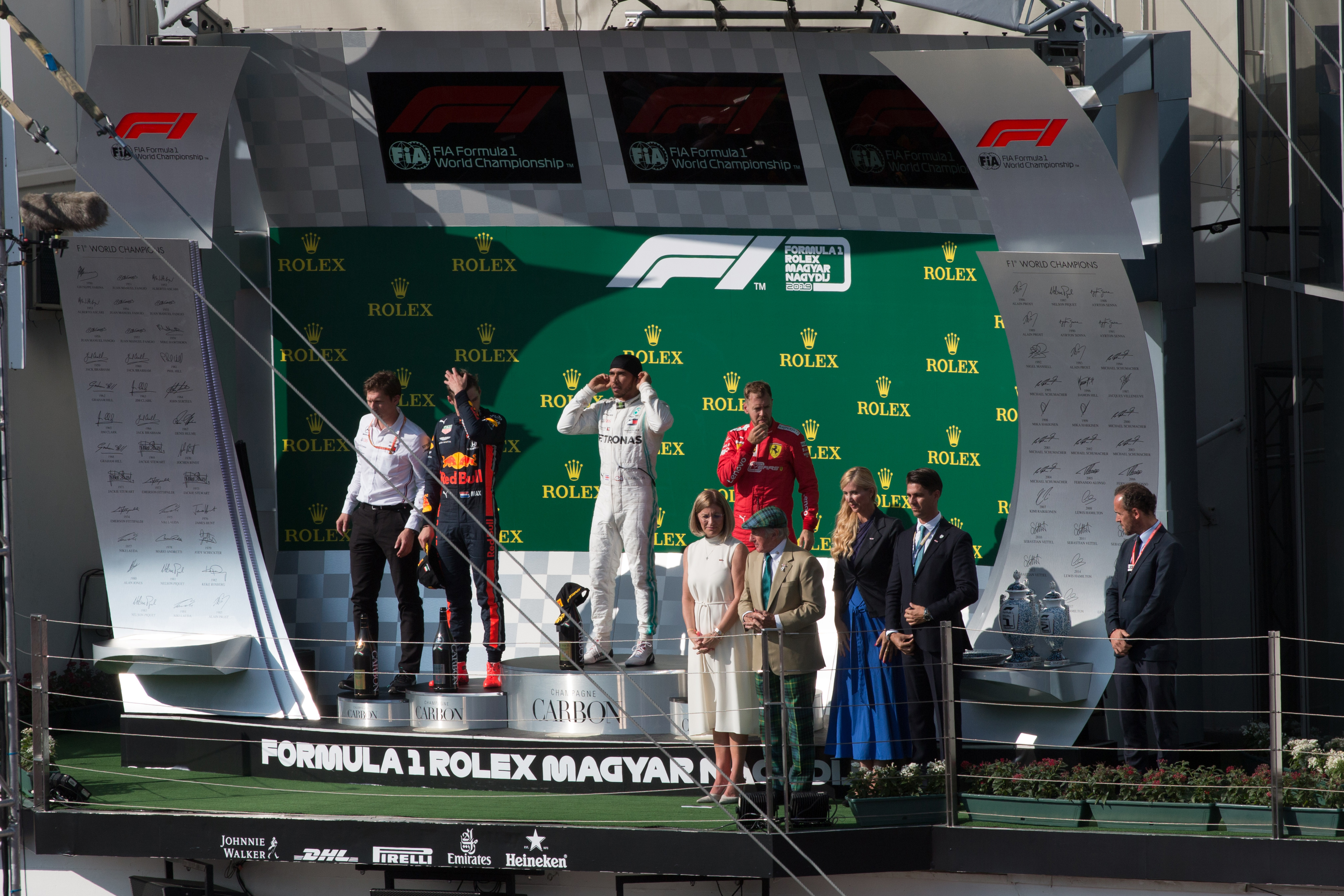
Hamilton (terceiro da esquerda para a direita) no pódio após vencer o Grande Prêmio da Hungria de 2019, onde conquistou o recorde de 8 vitórias em apenas um Grande Prêmio

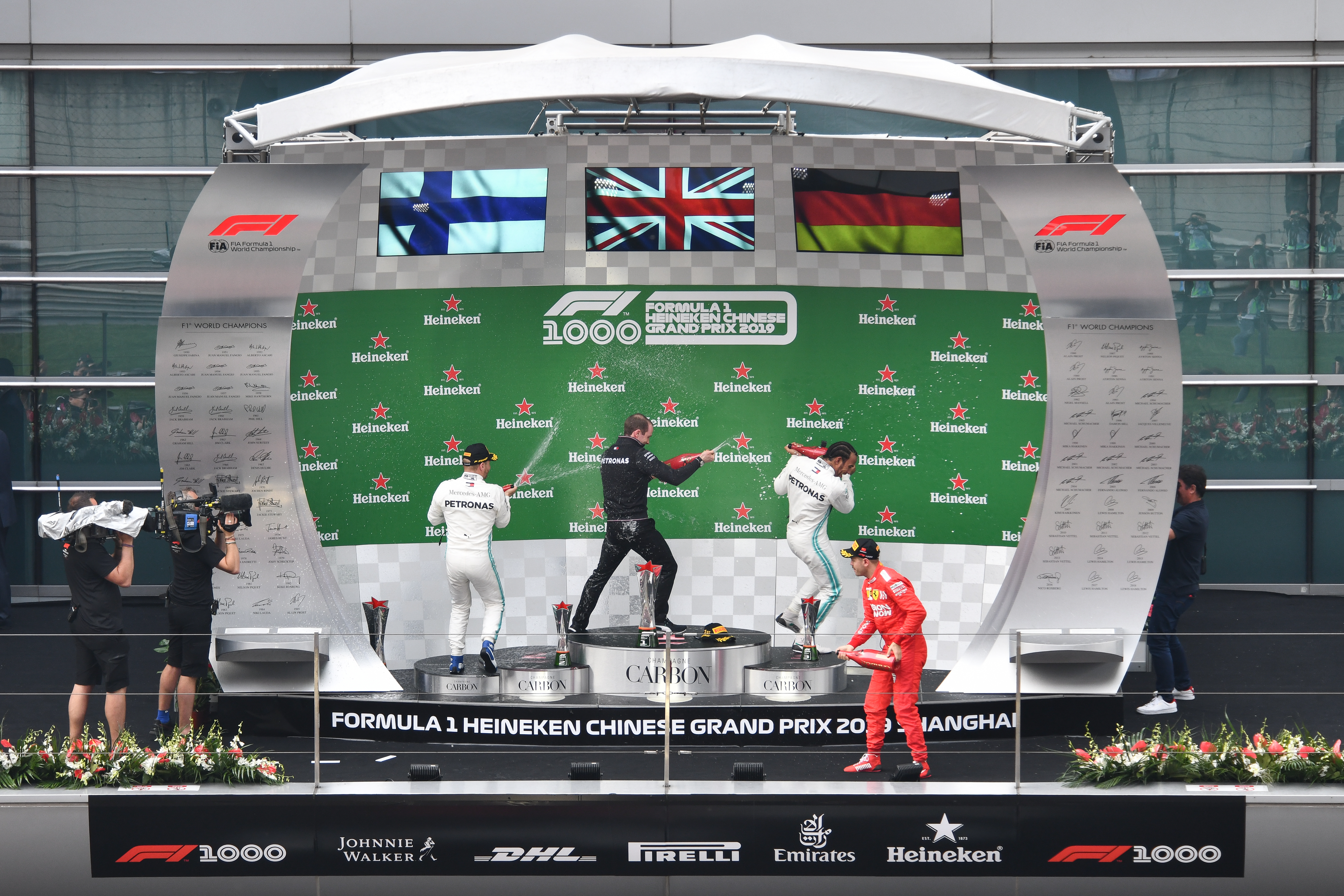
Hamilton (segundo da direita para a esquerda) comemorando no pódio depois de vencer o Grande Prêmio da China de 2019

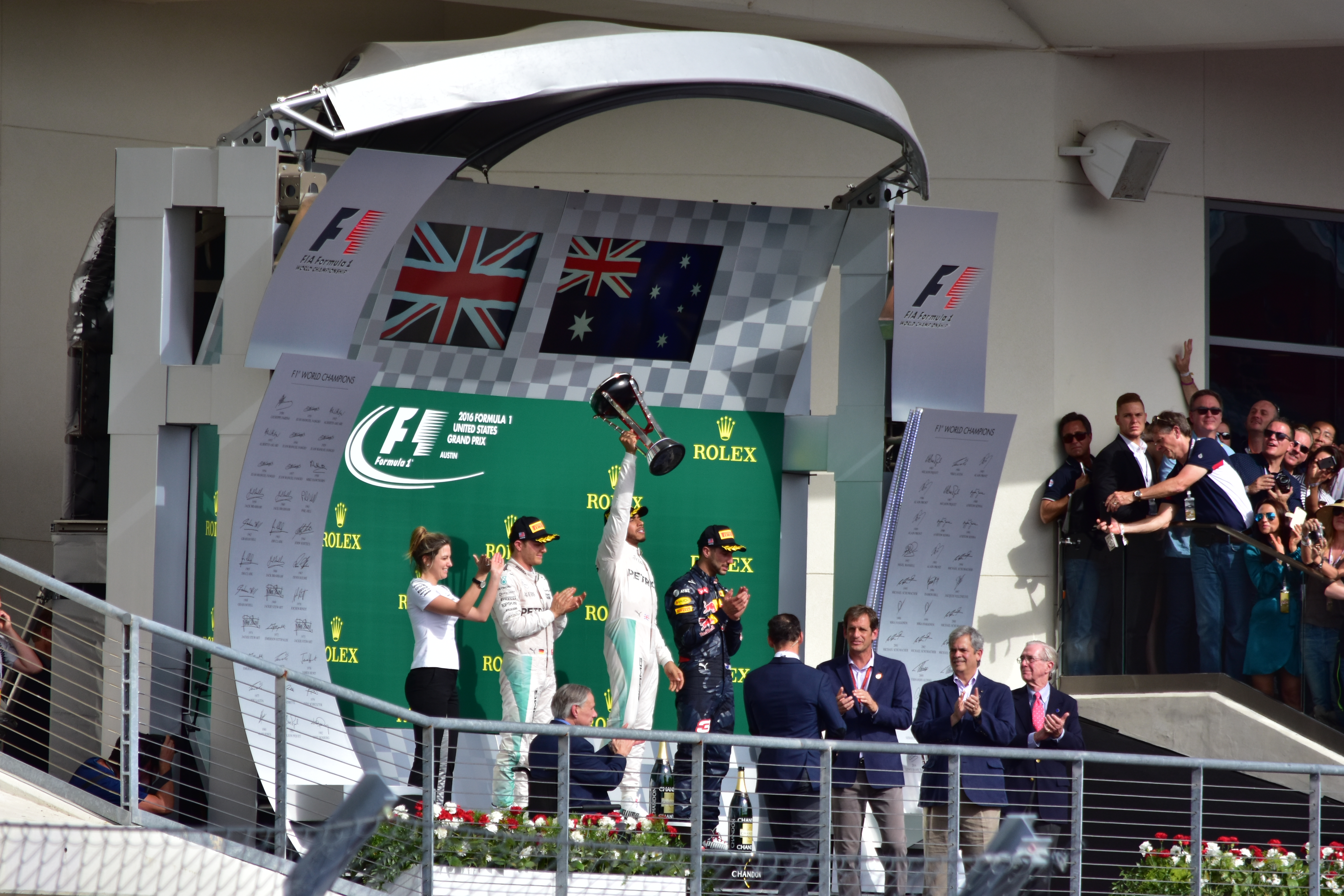
Hamilton levantando o troféu de primeiro lugar no pódio depois de vencer o Grande Prêmio dos Estados Unidos de 2016

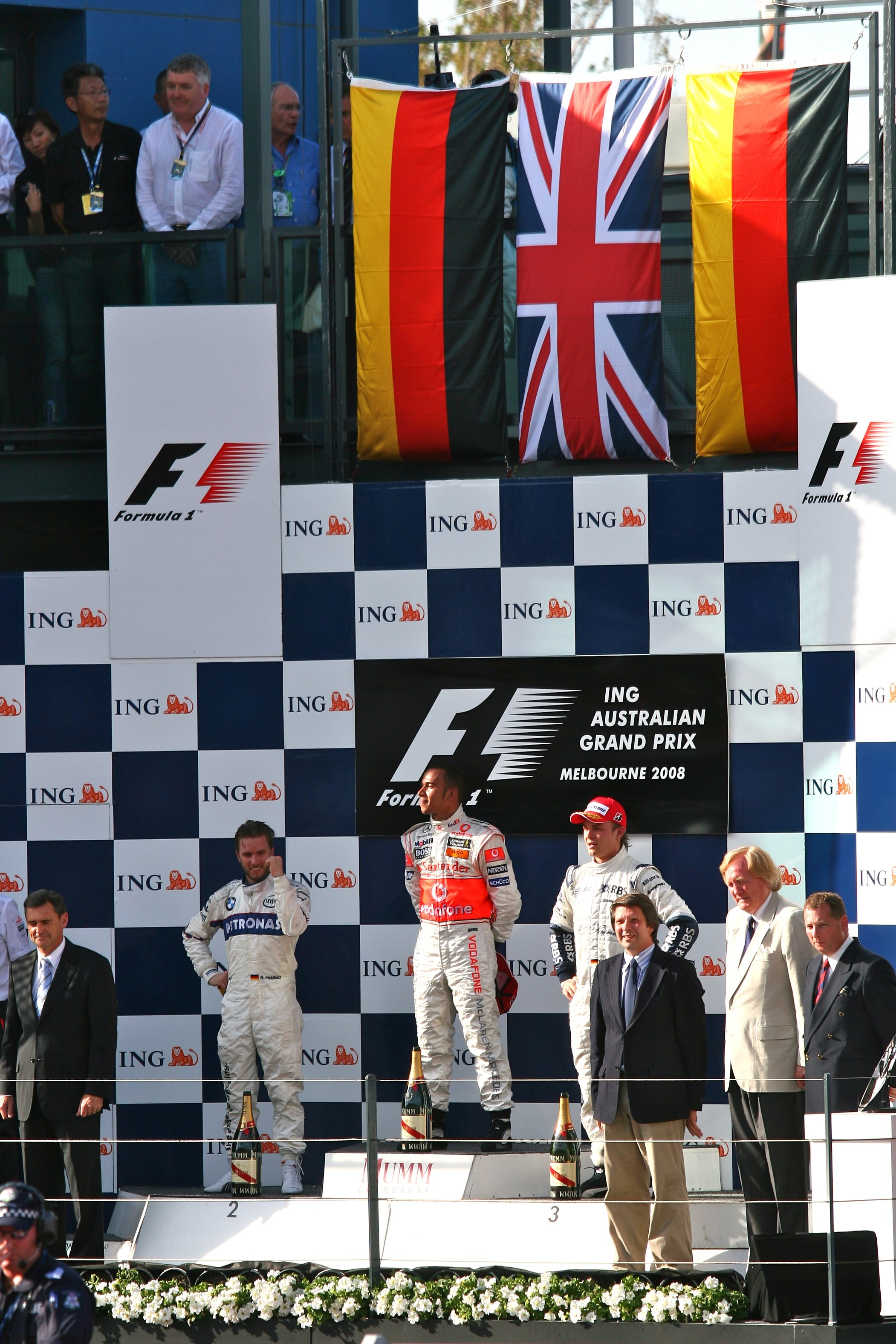
Hamilton no pódio após vencer o Grande Prêmio da Austrália de 2008, onde tem um recorde de 8 pole positions, apesar ter vencido apenas duas vezes

Hamilton possui um recorde de 31 vitórias nos 39 diferentes Grandes Prêmios em que competiu. O Grande Prêmio do 70.º Aniversário, o Grande Prêmio dos Países Baixos, o Grande Prêmio da Europa, o Grande Prêmio da Índia, o Grande Prêmio da Coreia do Sul, o Grande Prêmio da Cidade do México, o Grande Prêmio de Miami e o Grande Prêmio de Las Vegas são as oito corridas em que ele participou e não venceu.
| N.º                                          | Grande Prêmio                                | Anos vencidos                                        | Vitórias |
| -------------------------------------------- | -------------------------------------------- | ---------------------------------------------------- | -------- |
| 1                                            | Grande Prêmio da Grã-Bretanha                | 2008, 2014, 2015, 2016, 2017, 2019, 2020, 2021, 2024 | 9        |
| 2                                            | Grande Prêmio da Hungria                     | 2007, 2009, 2012, 2013, 2016, 2018, 2019, 2020       | 8        |
| 3                                            | Grande Prêmio do Canadá                      | 2007, 2010, 2012, 2015, 2016, 2017, 2019             | 7        |
| 4                                            | Grande Prêmio dos Estados Unidos             | 2007, 2012, 2014, 2015, 2016, 2017                   | 6        |
| 4                                            | Grande Prêmio da China                       | 2008, 2011, 2014, 2015, 2017, 2019                   | 6        |
| 4                                            | Grande Prêmio da Espanha                     | 2014, 2017, 2018, 2019, 2020, 2021                   | 6        |
| 7                                            | Grande Prêmio da Itália                      | 2012, 2014, 2015, 2017, 2018                         | 5        |
| 7                                            | Grande Prêmio do Japão                       | 2007, 2014, 2015, 2017, 2018                         | 5        |
| 7                                            | Grande Prêmio de Abu Dhabi                   | 2011, 2014, 2016, 2018, 2019                         | 5        |
| 7                                            | Grande Prêmio do Barém                       | 2014, 2015, 2019, 2020, 2021                         | 5        |
| 7                                            | Grande Prêmio da Rússia                      | 2014, 2015, 2018, 2019, 2021                         | 5        |
| 7                                            | Grande Prêmio da Bélgica                     | 2010, 2015, 2017, 2020, 2024                         | 5        |
| 13                                           | Grande Prêmio da Alemanha                    | 2008, 2011, 2016, 2018                               | 4        |
| 13                                           | Grande Prêmio de Singapura                   | 2009, 2014, 2017, 2018                               | 4        |
| 15                                           | Grande Prêmio de Mônaco                      | 2008, 2016, 2019                                     | 3        |
| 16                                           | Grande Prêmio da Austrália                   | 2008, 2015                                           | 2        |
| 16                                           | Grande Prêmio do Brasil                      | 2016, 2018                                           | 2        |
| 16                                           | Grande Prêmio da França                      | 2018, 2019                                           | 2        |
| 16                                           | Grande Prêmio do México                      | 2016, 2019                                           | 2        |
| 16                                           | Grande Prêmio da Turquia                     | 2010, 2020                                           | 2        |
| 16                                           | Grande Prémio de Portugal                    | 2020, 2021                                           | 2        |
| 22                                           | Grande Prêmio da Malásia                     | 2014                                                 | 1        |
| 22                                           | Grande Prêmio da Áustria                     | 2016                                                 | 1        |
| 22                                           | Grande Prêmio do Azerbaijão                  | 2018                                                 | 1        |
| 22                                           | Grande Prêmio da Estíria                     | 2020                                                 | 1        |
| 22                                           | Grande Prêmio da Toscana                     | 2020                                                 | 1        |
| 22                                           | Grande Prêmio de Eifel                       | 2020                                                 | 1        |
| 22                                           | Grande Prêmio da Emília-Romanha              | 2020                                                 | 1        |
| 22                                           | Grande Prêmio de São Paulo                   | 2021                                                 | 1        |
| 22                                           | Grande Prêmio do Catar                       | 2021                                                 | 1        |
| 22                                           | Grande Prêmio da Arábia Saudita              | 2021                                                 | 1        |
| Número total de vitórias em Grandes Prêmios: | Número total de vitórias em Grandes Prêmios: | Número total de vitórias em Grandes Prêmios:         | 105      |
| Fonte:                                       |                                              |                                                      |          |

## Número de vitórias em diferentes circuitos
Hamilton possui um recorde de 31 vitórias nos 38 diferentes circuitos em que dirigiu. As seis pistas de corrida onde Hamilton não ganhou um Grande Prêmio são o Circuito Internacional de Buddh, o Circuito de Nevers Magny-Cours, o Circuito de Zandvoort, o Circuito Internacional da Coreia, o Autódromo Internacional de Miami, o Circuito Urbano de Valência e o Circuito Urbano de Las Vegas.
| N.º                                          | Circuito                                     | Anos vencidos                                        | Vitórias |
| -------------------------------------------- | -------------------------------------------- | ---------------------------------------------------- | -------- |
| 1                                            | Circuito de Silverstone                      | 2008, 2014, 2015, 2016, 2017, 2019, 2020, 2021, 2024 | 9        |
| 2                                            | Hungaroring                                  | 2007, 2009, 2012, 2013, 2016, 2018, 2019, 2020       | 8        |
| 3                                            | Circuito Gilles Villeneuve                   | 2007, 2010, 2012, 2015, 2016, 2017, 2019             | 7        |
| 4                                            | Circuito Internacional de Xangai             | 2008, 2011, 2014, 2015, 2017, 2019                   | 6        |
| 4                                            | Circuito de Barcelona-Catalunha              | 2014, 2017, 2018, 2019, 2020, 2021                   | 6        |
| 6                                            | Circuito das Américas                        | 2012, 2014, 2015, 2016, 2017                         | 5        |
| 6                                            | Autódromo Nacional de Monza                  | 2012, 2014, 2015, 2017, 2018                         | 5        |
| 6                                            | Circuito de Yas Marina                       | 2011, 2014, 2016, 2018, 2019                         | 5        |
| 6                                            | Circuito Internacional do Barém              | 2014, 2015, 2019, 2020, 2021                         | 5        |
| 6                                            | Autódromo de Sóchi                           | 2014, 2015, 2018, 2019, 2021                         | 5        |
| 6                                            | Circuito de Spa-Francorchamps                | 2010, 2015, 2017, 2020, 2024                         | 5        |
| 12                                           | Circuito Urbano de Marina Bay                | 2009, 2014, 2017, 2018                               | 4        |
| 12                                           | Circuito de Suzuka                           | 2014, 2015, 2017, 2018                               | 4        |
| 14                                           | Hockenheimring                               | 2008, 2016, 2018                                     | 3        |
| 14                                           | Circuito de Mônaco                           | 2008, 2016, 2019                                     | 3        |
| 14                                           | Autódromo de Interlagos                      | 2016, 2018, 2021                                     | 3        |
| 17                                           | Circuito de Albert Park                      | 2008, 2015                                           | 2        |
| 17                                           | Circuito Paul Ricard                         | 2018, 2019                                           | 2        |
| 17                                           | Autódromo Hermanos Rodríguez                 | 2016, 2019                                           | 2        |
| 17                                           | Red Bull Ring                                | 2016, 2020                                           | 2        |
| 17                                           | Nürburgring                                  | 2011, 2020                                           | 2        |
| 17                                           | Istanbul Park                                | 2010, 2020                                           | 2        |
| 17                                           | Autódromo Internacional do Algarve           | 2020, 2021                                           | 2        |
| 24                                           | Indianapolis Motor Speedway                  | 2007                                                 | 1        |
| 24                                           | Fuji Speedway                                | 2007                                                 | 1        |
| 24                                           | Circuito Internacional de Sepang             | 2014                                                 | 1        |
| 24                                           | Circuito Urbano de Bacu                      | 2018                                                 | 1        |
| 24                                           | Circuito de Mugello                          | 2020                                                 | 1        |
| 24                                           | Autódromo Enzo e Dino Ferrari                | 2020                                                 | 1        |
| 24                                           | Circuito Internacional de Lusail             | 2021                                                 | 1        |
| 24                                           | Circuito Corniche de Gidá                    | 2021                                                 | 1        |
| Número total de vitórias em Grandes Prêmios: | Número total de vitórias em Grandes Prêmios: | Número total de vitórias em Grandes Prêmios:         | 105      |
| Fonte:                                       |                                              |                                                      |          |